# Brevipalpus neoardisiae
Brevipalpus neoardisiae är en spindeldjursart som beskrevs av Baker och James P. Tuttle 1987. Brevipalpus neoardisiae ingår i släktet Brevipalpus och familjen Tenuipalpidae. Inga underarter finns listade.